# شيروية
شيروية (بالفارسية: شیرویه) هي قرية تقع في قسم روئين الريفي (مقاطعة إسفراين) في إيران. يقدر عدد سكانها بـ 58 نسمة بحسب إحصاء 2016.